# Poptella longipinnis
Poptella longipinnis är en fiskart som först beskrevs av Popta, 1901.  Poptella longipinnis ingår i släktet Poptella och familjen Characidae. Inga underarter finns listade i Catalogue of Life.